# Metoda Petrusa

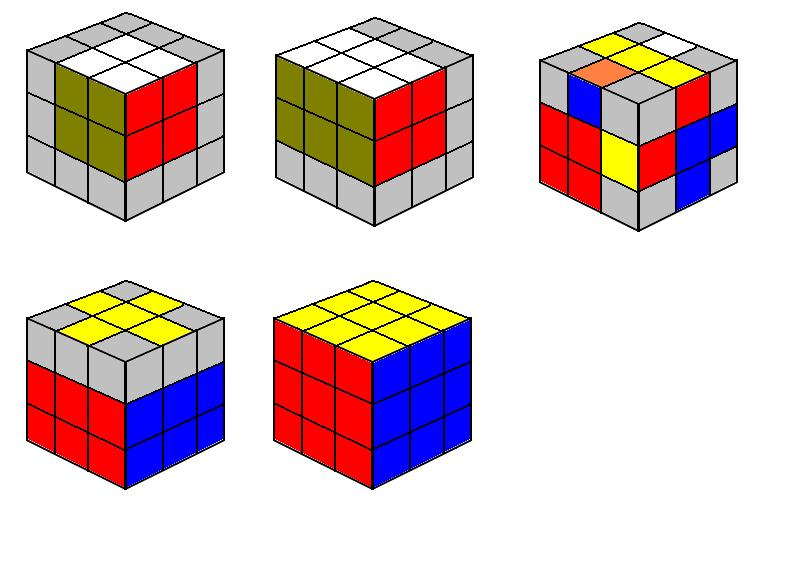
Przykładowe ułożenie kostki metodą Petrus. Ostatni etap (rozwiązanie ostatniej warstwy) równa się ułożeniu kostki. Wygląd 3. etapu jest czysto przykładowy, ze względu na dużą ilość możliwych kombinacji w wyglądzie tego etapu.

Metoda Petrusa (metoda Petrus) – popularna (choć nie tak jak metoda CFOP – Fridrich) metoda układania kostki Rubika. Została wynaleziona w 1981 roku przez szwedzkiego speedcubera Larsa Petrusa. Jest wykorzystywana głównie jako technika FM (Fewest Moves), jednak po treningu może być używana do układania kostki na czas. Jest znana z możliwości ułożenia pierwszych dwóch warstw (bloczek 3×3×2, tzw. F2L, od ang. First Two Layers) bez nauki żadnego algorytmu (intuicyjnie, czyli „na logikę”). Do rozwiązywania ostatniej warstwy wykorzystywane są tzw. ZBLL-e, czyli grupa algorytmów używanych do ułożenia jej z pozycji, w której wszystkie krawędzie w niej są zorientowane kolorem górnej warstwy do góry (wygląd „krzyża”). ZBLL-i jest 493, co czasem odstrasza początkujących speedcuberów od nauki tej metody. Ułożenie kostki tą metodą zajmuje zwykle od 45 do 60 ruchów.

## Ułożenie
Ułożenie kostki Rubika metodą Petrus składa się zasadniczo z 5 etapów:
- Budowa bloku 2×2×2 na kostce.
- Rozszerzenie bloku 2×2×2 do bloku 3×2×2 (dobudowanie bloku 1×2×2 bez niszczenia bloku 2×2×2).
- Zorientowanie ostatnich 7 krawędzi (pozostałe krawędzie znajdują się w zbudowanym bloku).
- Rozszerzenie bloku 3×2×2 do bloku 3×3×2 (dobudowanie bloku 1×3×2 – po tym etapie zbudowany jest blok 3×3×2, czyli de facto dwie pierwsze warstwy kostki).
- Dokończenie ułożenia kostki poprzez rozwiązanie ostatniej warstwy bez utraty zbudowanego bloku 3×3×2.

Pierwsze 2 etapy wymagają od układacza umiejętności „block buildingu” (czyli budowania bloków na kostce), co jest początkowo trudne do opanowania. Po zorientowaniu tzw. „złych krawędzi” (etap 3), w celu zachowania ich orientacji, F2L-a kończy się obracając tylko dwiema warstwami. Ostatni etap charakteryzuje się elastycznością, dzięki czemu, np. osoby specjalizujące się w metodzie Fridrich mogą rozwiązać ostatnią warstwę za pomocą OLL i PLL. Do optymalizacji ułożenia wykorzystywane mogą być również algorytmy COLL (Corners Of Last Layer, służące do jednoczesnego zorientowania i spermutowania rogów ostatniej warstwy), WV (Winter Variation, służące do jednoczesnego uzupełnienia ostatniego „slota”, czyli kolorystycznie połączonej pary rogu i krawędzi w pierwszych dwóch warstwach i zorientowania rogów ostatniej warstwy), czy też MGLS (Makisumi-Garron Last Slot, służące do uzupełniania ostatniego slota i jednoczesnego zorientowania elementów na ostatniej warstwie, intuicyjnie rzecz ujmując, ułożenia górnej ściany).